# 比謝 (別列扎內區)
49°33′1″N 24°54′19″E / 49.55028°N 24.90528°E
比什切（烏克蘭語：Біще）是位於烏克蘭西南部的村莊，由泰爾諾皮爾州泰爾諾皮爾區的貝雷扎尼市鎮負責管轄。該村始建於1086年，面積2.05平方公里，2014年人口464，人口密度每平方公里267.3人。